# Kupując czerń
Kupując Czerń – album studyjny grupy Radio Bagdad wydany w 2009.

## Lista utworów
1. Tak bardzo przypominasz mi
2. Kupując czerń
3. Nieudaczni
4. Krótka z głupotą rozprawa
5. Naiwna piosenka pacyfistyczna
6. Róbmy pieniądze
7. Życie to śmiertelna walka (serce i rozum)
8. Chcę się narodzić na nowo
9. Elitarny TV Show
10. Giną jak we mgle
11. Ludzie niczym węże
12. Czar się skończył
13. Noc albo oczekiwanie na śniadanie

## Teledyski
1. Tak bardzo przypominasz mi
2. Nieudaczni
3. Giną jak we mgle
4. Ludzie niczym węże

## Skład
- Sielak – głos, gitara, teksty
- Dzik – bas, głos
- Majones – perkusja i głos okazjonalny.